# 中国人民政治协商会议第五届全国委员会委员名单
中国人民政治协商会议第五届全国委员会共有委员1988人，任期为1978年3月至1983年6月。

## 主席、副主席、秘书长
- 主席：邓小平
- 副主席：乌兰夫、韦国清、彭冲、赵紫阳、郭沫若、宋任穷、沈雁冰、许德珩、欧阳钦、史良、朱蕴山、康克清、季方、王首道、杨静仁、张冲、帕巴拉·格列朗杰、周建人、庄希泉、胡子昂、荣毅仁、童第周

（1979年7月2日第二次会议增选）
刘澜涛、陆定一、李维汉、胡愈之、王昆仑、班禅额尔德尼·确吉坚赞
（1980年9月12日第三次会议增选）
何长工、肖克、程子华、杨秀峰、沙千里、包尔汉、周培源、钱昌照
（1981年12月14日第四次会议增选）
刘斐、董其武
- 秘书长：齐燕铭、刘澜涛（兼，1979年7月2日第二次会议增选）

## 常务委员
丁光训、刀栋庭、于树德、于毅夫、寸树声、万毅、习仲勋、马青年、马寅初、王中、王甫、王子纲、王文鼎、王从吾、王芸生、王近山、王昆仑、王学文、王炳南、王雪莹、王维纲、王逸伦、王新亭、木沙也夫、瓦扎木基、方仲如、尹林平、孔原、孔从洲、孔祥祯、邓初民、甘春雷、甘祠森、古耕虞、龙潜、卢胜、申健、叶圣陶、叶桔泉、叶道英、包尔汉、冯文彬、冯德培、巩天民、成仿吾、吕东、朱理治、朱惠方、朱穆之、伍献文、任白戈、庄田、刘型、刘晓、刘斐、刘鼎、刘少文、刘仲容、刘良模、刘顺元、刘景范、刘瑞龙、刘靖基、关瑞梧、江一真、安士伟、许立群、孙毅、孙兰峰、孙承佩、孙起孟、孙晓村、买合苏德·铁衣波夫、严信民、克力更、苏静、苏子蘅、杜聿明、李信、李琦、李力殷、李文宜、李世济、李世璋、李步新、李初梨、李纯青、李卓然、李国伟、李金德、李宝光、李淑英、李维汉、李景林、杨士杰、杨石先、杨东生、杨东莼、杨奇清、杨国夫、杨拯民、杨秋玲、肖鹏、肖思明、吴波、吴文俊、吴茂荪、吴岱峰、吴贻芳、吴亮平、吴觉农、吴桓兴、吴雪之、吴鸿宾、何贤、何长工、何以端、何基灃、谷志标、谷春帆、汪金祥、汪德昭、沙千里、宋希濂、张苏、张策、张子意、张邦英、张孝骞、张志让、张克侠、张连奎、张秀熟、张含英、张南生、张香山、张维桢、张超伦、张瑞华、张稼夫、陆镇藩、陈正湘、陈此生、陈养山、陈维稷、陈锐霆、林一心、林修德、林海云、罗琼、金城、周扬、周士观、周纯全、郑洞国、郑敏之、屈武、项朝宗、赵朴初、赵宗燠、赵得贤、胡子婴、胡克实、胡厥文、胡愈之、钟师统、钟期光、钟惠澜、侯祥麟、侯德封、侯镜如、俞大绂、闻家驷、姜椿芳、费孝通、费彝民、姚喆、贺诚、贺庆积、贺绿汀、班禅额尔德尼·却吉坚赞、袁克服、栗又文、贾亦斌、夏衍、夏之栩、顿星云、钱昌照、徐伯昕、徐彬如、徐楚波、高文华、郭洪涛、郭棣活、郭影秋、谈家桢、陶峙岳、黄达、黄昆、黄岩、黄维、黄镇、黄甘英、黄汲清、黄克诚、黄鼎臣、萨空了、曹广化、龚逢春、章蕴、阎揆要、梁华新、彭迪先、董其武、蒋英、韩光、韩东山、韩练成、喻杰、程坦、程思远、傅鹰、童小鹏、童少生、曾传六、曾宪植、曾涌泉、谢冰心、楚图南、赖毅、赖际发、雷洁琼、鲍先志、嘉木样·洛桑久美·图丹却吉尼玛、蔡啸、谭冠三、熊复、熊天荆、熊向晖、潘菽、潘震亚、蹇先任、酆云鹤
（第二次会议增选）
马辉之、王匡、王再天、王孝慈、王克俊、牛佩琮、文正一、平杰三、帅孟奇、申伯纯、戎子和、刘亚雄、刘宁一、刘澜涛、阳翰笙、李立、李运昌、李铁铮、李楚离、杨尚昆、杨献珍、何柱国、张友渔、张执一、张磐石、陆定一、易礼容、郑绍文、赵君迈、赵毅敏、胡启立、贺敏学、聂真、徐迈进、徐逸樵、徐斌洲、韩英、舒同、缪云台
（第三次会议增选）
王力、扎喜旺徐、尧西·贡保才旦、任质斌、刘英、孙作宾、孙越崎、李伯钊、肖三、沈其震、周谷城、赵伯平、胡嘉宾、柯麟、钱伟长、钱俊瑞、钱端升、崔科·顿珠次仁、章夷白、梁漱溟、韩幽桐、覃异之、黎玉、霍英东
（第四次会议增选）
叶笃义、冯定、刘孟纯、李觉、杨放之、杨植霖、吴羹梅、宋劭文、张达志、张如屏、张家树、张敬礼、荣高棠、赵子立、胡风、淩其翰、黄正清、喻屏、焦实斋
（第五次会议增选）
马璧、范寿康

## 委员

### 中国共产党（76名）
马文瑞、王揖、王从吾、王学文、王宗槐、王首道、王涛江、王维纲、王甫、韦国清、乌兰夫、孔原、孔祥祯、邓小平、申健、冯文彬、朱穆之、刘型、刘晓、刘西元、齐燕铭、苏静、李信、李力殷、李步新、李初梨、李卓然、李树槐、李维汉、杨奇清、杨国夫、杨静仁、肖光、肖思明、吴学谦、何长工、汪金祥、宋任穷、张冲、张苏、张上明、张子意、张邦英、张连奎、张南生、张瑞华、张稼夫、陈庆先、陈野苹、林海云、欧阳钦、赵紫阳、贺诚、贾步彬、夏之栩、高文华、郭沫若、郭洪涛、郭影秋、黄欧东、曹广化、康克清、章蕴、阎揆要、喻杰、彭冲、彭友今、韩光、童小鹏、曾传六、曾宪植、赖际发、廖井丹、谭冠三、熊复、熊向晖

### 中国国民党革命委员会（50名）
王枫、王昆仑、王肇治、方少逸、甘祠森、龙泽汇、卢忠良、冯宏谦、吕集义、朱蕴山、刘斐、刘风竹、刘仲容、刘多荃、刘孟纯、许宝骙、许闻天、孙恩元、孙越崎、孙蔚如、苏从周、李世璋、李平衡、李俊龙、杨自秀、吴茂荪、何志斌、张轸、张锡田、陈铁、陈此生、陈建晨、邵恒秋、罗西欧、郑洞国、屈武、侯镜如、聂轰、贾亦斌、钱昌照、徐以枋、陶述曾、黄一欧、黄逖非、傅学文、傅柏翠、焦实斋、鲁崇义、雷启霖、廖运泽

### 中国民主同盟（50名）
寸树声、马大猷、王健、戈福鼎、邓初民、叶培大、田一平、史良、包望敏、冯素陶、刘开渠、刘思慕、江泽涵、寿进文、杜任之、李文宜、李平一、李瘦枝、吴廷璆、吴克清、余冠英、谷霁光、张乔啬、张毕来、陈中凡、林仲易、林亨元、罗涵先、金岳霖、周新民、胡毅、胡愈之、闻家驷、费孝通、贺麟、顾敬心、钱伟长、高天、高真、唐哲、唐弘仁、谈家桢、黄执中、黄药眠、萨空了、商承祚、彭迪先、谢高峰、楚图南

### 中国民主建国会（50名）
刁沼芬、万国权、马公瑾、王涛、王艮仲、毛铁桥、古耕虞、朱德禽、刘公诚、刘昆水、刘靖基、汤绍远、孙友樵、孙起孟、孙晓村、孙耀华、李文杰、李贻赞、杨扶青、吴大琨、吴觉农、吴羹梅、沈日新、沈方成、沈翰卿、张蔚岑、陈广生、陈子彬、陈铭珊、陈维稷、陈邃衡、金学成、周士观、胡厥文、钟复光、侯启兴、莫艺昌、倪家玺、郭礽疆、郭棣活、资耀华、黄凉尘、章元善、董仁明、程秉文、傅道伸、童少生、虞效忠、谭志清、酆云鹤

### 无党派爱国人士（25名）
于树德、马寅初、王力、王芸生、叶道英、冯德培、朱洁夫、刘定安、吴世昌、张方佐、张志让、张秀熟、张含英、郑易里、赵宗燠、侯仁之、俞大绂、钱人元、翁独健、唐钺、黄鸣龙、崔竹萱、傅鹰、曾世英、潘震亚

### 中国民主促进会（25名）
牛平甫、方明、叶圣陶、史念海、李霁野、杨石先、杨东莼、吴贻芳、张纪元、张明养、张景宁、陈礼节、陈鸿楷、周建人、周煦良、胡颜立、柯灵、袁鹤皋、顾均正、徐伯昕、徐楚波、葛志成、谢冰心、雷洁琼、霍懋征

### 中国农工民主党（25名）
丁贡南、王一帆、王深林、方荣欣、卢浩然、叶桔泉、刘星垣、孙仲逸、严信民、李伯球、李振麟、李健生、杨逸棠、何世琨、张峨、季方、孟目的、胡一禾、段佑云、徐彬如、郭秀仪、黄寿人、董爽秋、蔡陛霞、潘澄濂

### 中国致公党（8名）
刘成鹏、刘锦汉、许志猛、李星川、何上举、柯朝阳、黄鼎臣、廖周行

### 九三学社（25名）
方亮、曲仲湘、伍献文、许继曾、许德珩、孙承佩、严开元、李毅、吴廷椿、余㵑、陈立、陈鹤琴、茅以升、金克木、周培源、郑衍芬、袁翰青、黄子卿、黄汲清、裴文中、游国恩、黎锦熙、潘菽、薛愚、薛公绰

### 台湾民主自治同盟（20名）
田富达、苏子蘅、李乔松、李纯青、吴克泰、张克辉、陈文、陈文彬、林盛中、徐萌山、曾子平、蔡啸

### 中国共产主义青年团（13名，保留1名）
乌云其其格、刘文致、刘玉娥、刘安元、关志豪、李海峰、张文邻、张莲花、陈白皋、耿世忠、贾存锁、徐建春

### 中华全国总工会（49名）
马六孩、王国骥、王建明、乌恩、卢达、卢长有、冯诗云、吕焕亭、刘永生、孙云龙、孙建中、孙维忠、李仙、李敏、李凤恩、李文英、李绍奎、李淑英、连卫东、吴旭芝、沙比尔·马木提、宋川、宋财、张起、张祺、张百发、张金保、张维桢、陈宇、陈国珍、陈富文、杭宝华、罗尔日、金直夫、单书、侯德武、姚经才、袁佑生、倪海宝、徐光、徐兆麟、徐畹珍、郭孟和、郭树德、曹宪波、康永和、梁广、缪龙江、薛国邦

### 农民（21名）
王玉坤、王继明、方和明、龙冬花、则吉、旭仁其其格、李页俚、肖鹏、吴永富、吴春安、何光星、张修竹、张秋香、张维城、陈批鲁、陈玩为、金时龙、赵毛妹、郝中士、哈吾里·托卡、董钢

### 中华人民共和国妇女联合会（42名）
于滋潭、王雪莹、王淑贞、乌兰、尹羲、田秀涓、亚校、朱旦华、刘澈、刘碧清、关瑞梧、许楠英、孙洪敏、李宝光、杨秋玲、吴綪、吴全衡、何泽慧、何理良、邹仪新、沈粹缜、宋立英、张大荣、陆秀、邵清华、卓碧玉、罗琼、赵烽、草明、姚淑平、秦怡、高璐、陶淑范、黄甘英、曹冠群、崔美善、章旭昭、韩幽桐、谭璟宪、潘复兰、薛桂芳、蹇先佛

### 中华全国青年联合会（10名，保留1名）
马季、朱锦多、孙家昶、李淑兰、吴英辅、段元星、贾学谦、殷明连、康北笙

### 中华全国工商业联合会（50名）
丁忱、丁言章、马万祺、王达夫、王昭明、王修桐、卢燕南、冯和法、巩天民、刘永业、刘国钧、刘荷甫、汤元炳、孙师白、孙廷芳、孙孚凌、李永锡、李宗坊、李国伟、杨子霖、杨玉文、杨受百、杨俊生、杨鉴清、肖同智、吴志超、吴炳昌、吴雪之、邹子令、沙千里、张敬礼、阿不都热衣木阿吉、陈祖沛、罗叔章、周志俊、周宝芬、经叔平、荣仁本、荣毅仁、胡子昂、胡子婴、秦元珍、高卓雄、高葆庆、郭守昌、唐君远、曹冠英、梁尚立、傅文祺、廖霭庭

### 文学艺术界（65名）
于蓝、卫仲乐、马彦祥、王昆、王个簃、王玉磬、王国栋、王朝闻、王碧云、古元、石羽、白杨、华君武、江定仙、阮章竞、严良堃、李季、李波、李世济、李焕之、杨荫浏、吴雪、余红仙、沈浮、沈雁冰、宋吟可、张君秋、张瑞芳、阿玛次仁、陈玛玲、陈伯华、林散之、林默涵、帕夏·依夏、周小燕、周立波、周惠侬、周巍峙、郑伯璋、郑奕奏、郎毓秀、赵青、赵得贤、胡可、柳青、俞振飞、姚雪垠、贺绿汀、骆玉笙、袁世海、莫德格玛、钱江、徐肖冰、黄镇、崔嵬、梁斌、梁黄胄、彭俐侬、韩起祥、喻宜萱、雷圭元、筱文艳、筱俊亭、戴爱莲、魏传统

### 科学技术界（90名）
马闻天、王子纲、王仲富、王运丰、王金堂、王宪钊、王辅成、王遐令、计策、卢庆骏、叶叔华、吕东、朱弘复、朱惠方、刘大铮、刘东生、刘恩兰、刘曾达、祁思禹、汤定元、汤佩松、许中明、孙友余、孙德和、阳含熙、吴友三、吴文俊、吴世鹤、吴征铠、邹元𤈇、邹承鲁、汪京涛、汪寅人、汪德昭、沈华生、沈祖显、张大煜、陈信、陈永令、陈创声、陈泽深、陈家镛、陈鸿佑、武衡、范重模、林秉南、罗沛霖、罗宗洛、周立三、周光宇、周延瑾、周家炽、羌逢戌、胡克实、侯祥麟、侯德封、俞建章、洪朝生、费启能、顾青虹、顾知微、钱临照、钱保功、钱家治、徐邦裕、徐来自、徐振骐、翁文波、高登榜、郭慕荪、陶亨咸、陶其媺、陶诗言、陶鼎来、黄昆、黄远强、黄翠芬、彭定楚、彭桓武、程茂兰、程裕淇、傅承义、童第周、曾勉、谢光道、谢家泽、简根贤、蔡邦华、蔡金涛、裴丽生

### 社会科学界（25名）
尹达、冯定、成仿吾、刘仰峤、刘季平、许立群、严中平、吴江、吴亮平、谷苞、张仲实、陈岱孙、范若愚、罗尔纲、季羡林、周扬、周有光、徐中舒、唐兰、容庚、黄钰生、黄肇兴、龚育之、傅懋绩、薛暮桥

### 教育界（63名）
大洛桑朗杰、马杏垣、王竹溪、王治梁、王菊生、王福重、王遵明、邓韵秋、卢鹤绂、申泮文、田叔民、乐森璕、师树简、朱正元、朱光潜、朱物华、朱彦丞、任继周、刘颖、关布、汤松年、阮雪榆、孙泽瀛、李琦、李沛文、李春芬、肖涤非、吴景祥、吴富恒、利翠英、邹钟琳、汪师贞、张弓、张伯声、陆慈、陈淑华、林碧英、周志宏、郑晓沧、赵访熊、胡秋金、段秀兰、段洛夫、俞调梅、洪晶、徐中、徐光宪、徐绍伯、高兆兰、唐仲璋、陶慰荪、戚作钧、董纯才、蒋英、韩惠卿、傅桐生、曾石虞、谢立惠、赖祖涵、綦秀蕙、蔡秉久、戴安邦、戴伯韬

### 体育界（25名）
马青山、王文教、王永芳、王金玉、曲绵域、年维泗、刘长春、牟作云、李春祥、杨瑞雪、何伟钦、张汇兰、郑凤荣、郑敏之、钟师统、徐镳、徐英超、黄中、黄烈、黄健、黄强辉、梁焯辉、董守义、蔡焕宗、蔡演雄

### 新闻出版界（14名）
王益、叶至善、孙文石、严文井、苏星、杜越凯、余焕春、张香山、陈翰伯、邵宇、费彝民、耿绍光、傅彬然、谢文清

### 医药卫生界（50名）
万昕、王文鼎、王兆俊、王秉正、白希清、邝安坤、兰锡纯、朱洪荫、朱既明、朱德鑫、刘仲明、刘赤选、刘家琦、江一真、李树元、李聪甫、杨甲三、吴阶平、吴桓兴、何穆、沈其震、宋汝良、张毅、张孝骞、张惠兰、陈华、陈国熙、陈桂云、陈景云、林范洪、郁知非、尚天裕、赵士杰、胡传揆、胡献尚、柯麟、钟惠澜、徐荫祥、徐彪南、郭士魁、黄量、黄天启、黄家驷、曾宪九、谢少文、谢毓晋、鲍鉴清、臧人和、颜守民、戴济民

### 对外友好团体（28名）
王炳南、王耀庭、卢绪章、司徒慧敏、朱良、孙平化、李寿葆、杨公素、杨伯箴、吴半农、汪名震、张化东、张铁生、陈忠经、陈翰笙、林林、郑森禹、柴泽民、钱端升、徐绳周、凌其翰、郭达凯、黄国光、曹言行、康岱沙、焦若愚、曾涌泉、蔡无忌

### 社会救济福利团体（11名）
邓六金、朱仲丽、朱章赓、朱端绶、李伯悌、李景膺、张淑义、陈维博、顾锦心、黄乃、熊天荆

### 少数民族（56名）
刀栋庭、马乐庭、马青年、马明基、马腾霭、王再天、王妚东、韦章平、木沙也夫、瓦扎木基、丹彤、孔志清、甘春雷、包童孔、司马义·牙生诺夫、朴钟希、色音巴雅尔、买合苏德·铁衣波夫、买买提明·艾力、克力更、李羲一、杨东生、吴执中、吴鸿宾、邱新野、张超伦、陆镇藩、阿候鲁、木子、阿勒腾沧、则克力·艾里帕塔也夫、陈斯德、邵良础、欧尔孝、旺庆苏荣、罗文才、金三寿、朋斯克、项朝宗、哈生别克、衎景泰、赵乐群、赵承金、赵赛嘎、秦振武、根登、席元寿、涂景福、朗顿·贡嘎旺秋、黄正清、梁华新、葛德洪、傅景贤、富振声、雷应清、熊亮臣、德格·格桑旺堆

### 归国华侨（21名）
王纪元、王炎之、卢心远、司徒赞、庄希泉、苏惠、李梅、杨汤城、杨新容、连贯、吴益修、邱及、邱成章、陈金水、林一心、林修德、钟庆发、徐四民、黄世明、彭光涵、颜西岳

### 宗教界（16名）
丁光训、玉赛音阿吉、正果、皮漱石、刘良模、刘品一、安士伟、张家树、罗冠宗、帕巴拉·格列朗杰、赵朴初、宫明·姜巴曲日木、桑顶·多吉帕姆、唯觉、阎迦勒、嘉木样·洛桑久美·图丹却吉尼玛

### 特别邀请人士（993名）
丁乃光、丁良祥、丁武选、丁建基、丁维克、刁光覃、于光元、于若木、于是之、于锡涌、于毅夫、土登丹达、万毅、万尚荫、习仲勋、马骥、马长贵、马文良、马寿桃、马卓洲、马建猷、马树良、马彦良、马海德、马湘平、马镇西、马德钟、王中、王序、王良、王录、王植、王岳、王斌、王衡、王曙、王一知、王人美、王大甫、王之相、王子宜、王天眷、王文义、王凤振、王凤梧、王玉川、王正绪、王世杰、王只谷、王达甫、王光文、王光华、王兆相、王众音、王壮飞、王守武、王寿昌、王志杰、王克俊、王伯华、王近山、王绍南、王直哲、王国钧、王明贵、王金璋、王念基、王泮清、王定国、王定南、王诗恒、王荣瑸、王昭铨、王贵德、王思华、王思和、王振铎、王振祥、王致中、王效明、王家桢、王家善、王继伦、王猛照、王捷臣、王紫峰、王辉球、王智涛、王集成、王逸伦、王槐三、王照华、王锦堂、王新亭、王鹤亭、王德茂、王耀伦、韦永义、云广英、扎西泽仁、扎喜旺徐、支少炎、毛诚、毛星、毛齐华、毛钟鸣、凤冠绥、方俊、方之中、方文均、方仲如、方国安、方晓天、方善境、尹林平、尹明亮、尹诗炎、孔从洲、巴文峻、邓飞、邓少东、邓以纯、邓汉祥、邓克明、邓哲熙、邓裕志、甘思和、甘澄泽、古远兴、左齐、左立梁、左克明、左景鉴、石础、石联星、布林贝赫、龙许、龙跃、龙潜（1910年生）、龙潜（1913年生）、龙在云、龙振彪、卢胜、卢鋈、卢焕章、卢浚泉、申伯纯、叶明、叶君健、叶浅予、叶胥朝、叶楚屏、叶德灿、叶籁士、田心、田坪、田一明、田文宽、田厚义、田振宗、史钟奇、生钦·洛桑坚赞、白茜、白薇、白纪年、白志文、白淑湘、乐以成、包尔汉、包淑和、邝任农、冯寅、冯乃超、冯广仁、冯丕成、冯永福、冯勤为、兰侨、兰明生、兰瑚、司徒愈旺、尼科来·瓦西里维奇·孜缅科、戎子和、过宁扶、过家芳、成荫、成少甫、成慎与、毕德显、吕澄、朱临、朱琏、朱梅、朱康、朱大纯、朱绍田、朱逢博、朱语今、朱祖祥、朱效成、朱涤新、朱理治、朱新予、朱鼎卿、乔关根、任昌、任谦、任白戈、任景龙、华国英、庄田、庄孝僡、庄逢甘、刘飞、刘英、刘放、刘奎、刘楷、刘福、刘鼎、刘子晨、刘元瑄、刘少文、刘生标、刘立青、刘永源、刘亚球、刘亚雄、刘西林、刘向三、刘向东、刘导生、刘希程、刘披云、刘英源、刘转连、刘昌义、刘昌毅、刘金轩、刘宜伦、刘承先、刘顺元、刘峻峰、刘海滨、刘家谷、刘鸿文、刘景范、刘瑞龙、刘瑶章、刘燕平、刘德海、刘麟书、关士聪、关学文、米暂沉、江明、江仲华、江厚棩、江鸿海、江福利、汤传篪、汤祖坛、汤腾汉、安明、安朝俊、祁烽、许西连、许政润、许革夫、许殿乙、孙毅、孙以瑾、孙本旺、孙仪之、孙乐宜、孙兰峰、孙伽俐、孙怀义、孙冶方、孙信孚、孙继先、孙鸿泉、孙殿卿、孙增荣、买树桐、严孔昌、严庆澍、严铁生、严梅和、苏元复、杜文达、杜世兴、杜聿明、杜孟庸、杜燕孙、李华、李苏、李佐、李林（1903年生）、李林（1923年生）、李奇、李定、李勃、李觉、李觉、李毅、李耀、李一非、李力群、李子诵、李天焕、李中一、李文龙、李文清、李为坤、李双喜、李正武、李世安、李世杰、李可染、李仙洲、李兰生、李仿尧、李兆炳、李曙森、李赤然、李克如、李克佐、李来荣、李作基、李果珍、李国章、李明灏、李鸣盛、李和曾、李侠文、李金德、李炎唐、李学先、李宝实、李春华、李树藻、李奎顺、李保森、李济寰、李载柔、李振西、李铁铮、李家文、李萍倩、李梦令、李雪三、李颉伯、李斯炽、李景林、李逸民、李登嵩、杨卓、杨士杰、杨子华、杨子蔚、杨开智、杨中行、杨公庶、杨允植、杨汉章、杨兴业、杨村彬、杨作才、杨希顺、杨怀珠、杨述祖、杨尚高、杨尚儒、杨和亭、杨学志、杨拯民、杨显东、杨洪祖、杨铁云、杨海波、杨崇瑞、杨嘉瑞、杨耀德、肖飞、肖民、肖森、肖元礼、肖文玖、肖应棠、肖贤法、肖春先、肖焕辉、肖新春、肖新槐、吴波、吴诚、吴洁、吴钰、吴彪、吴大观、吴子杰、吴习智、吴文藻、吴本忠、吴生林、吴乐懿、吴先恩、吴仲超、吴仲禧、吴志渊、吴克騆、吴纯素、吴若岩、吴林焕、吴岱峰、吴泽炎、吴学蔺、吴柳凡、吴砚农、吴钟岭、吴香山、吴耕民、吴素萱、吴朔平、吴家象、吴敬业、吴景荣、吴瑞萍、吴福桢、吴嘉民、吴磊伯、吴德简、旷泉吉、邱会魁、何贤、何惧、何辉、何云峰、何以端、何本文、何克希、何连芝、何荫椿、何思源、何基灃、保维忠、何善远、何德全、佘积德、余本、余非、余成斌、余光文、余纪一、余洪远、谷广善、谷志标、谷春帆、谷超豪、邹毕兆、邹秉文、邹建金、邹春坐、邹德华、闵予、闵学胜、闵惠芬、汪乃贵、汪受衷、汪荣华、汪洪清、汪庭霈、沙汀、沙钟瑞、沈元、沈隽、沈从文、沈从龙、沈正功、沈性元、宋汀、宋云彬、宋玉琳、宋伟斌、宋任远、宋希濂、宋叔和、宋维静、罕富有、张中、张仁、张宁、张琬、张策、张瑞、张藩、张子锷、张天云、张云龙、张少铭、张文佑、张文海、张世良、张世纲、张乐平、张汉丞、张汉武、张西洛、张有谷、张光中、张光斗、张自清、张闯初、张孝敬、张克明、张克侠、张连华、张作梅、张伯权、张松令、张松鹤、张国成、张季高、张泊泉、张学铭、张贻祥、张复生、张修己、张彦明、张恺帆、张洁梅、张桂珠、张致一、张涤生、张越霞、张厥标、张普云、张瑞麟、张锡钧、张碧华、张震东、陆元九、陆春令、陆景云、阿衣木尼莎·尼牙孜、陈兰、陈亨、陈林、陈珩、陈基、陈湖、陈嘉、陈慧、陈士衡、陈云涛、陈中民、陈凤皋、陈正湘、陈丕扬、陈外欧、陈汀声、陈齐瑄、陈运鹏、陈坤惕、陈其通、陈茂力、陈秉忱、陈志平、陈茹玉、陈思述、陈信忠、陈养山、陈美藻、陈海涵、陈能宽、陈挽澜、陈铭德、陈涵奎、陈琮英、陈博君、陈锐霆、陈舜礼、陈路得、陈新民、陈耀材、纳星斋、武惕予、拉希达、拉敏·索朗伦珠、范琪、范秉哲、茅以新、茅祖枃、林一、林伟、林青、林崧、林敦、林月琴、林同骥、林克明、林定勖、林海清、林接标、林雪梅、林葆骆、林辉山、欧阳平、欧阳家祥、尚子锦、尚德俊、果基尼迫、易礼容、易宗朴、罗明、罗大冈、罗元发、罗成德、罗孟文、罗炳钦、罗越嘉、罗舜初、罗新书、罗髫渔、岳希新、岳劼毅、岳炳忠、舍英、金山、金城、金世柏、金效先、周桓、周彬、周彪、周辉、周可涌、周东屏、周业成、周而复、周汝昌、周伯令、周怀实、周纯全、周明牂、周咏曾、周季婻、周泽昭、周诚浒、周贯五、周星夫、周钢鸣、周恒寿、周爱民、周晦若、周康民、周慧芬、周毅胜、周懿娴、郑寿、郑林、郑重、郑万钧、郑丹甫、郑孝燮、郑荣祥、郑晶华、郑曾同、单士元、郎钟騋、房建平、孟谦、孟宪荩、孟鞠如、项志选、项克方、赵丹、赵深、赵熔、赵一萍、赵子立、赵守攻、赵安博、赵志刚、赵连振、赵宏本、赵君迈、赵君陶、赵国威、赵秉谦、赵恒杰、赵振中、赵家璞、赵维纲、赵敬璞、赵善欢、赵鹏飞、荀昌五、胡大荣、胡开明、胡仲紫、胡华居、胡旭庚、胡忠麒、胡备文、胡祥璧、胡培华、胡道济、胡弼亮、查国桢、柏青、柳志青、钟枫、钟文法、钟维旺、钟期光、禹占林、侯政、侯宝政、侯维煜、侯博渊、俞平伯、俞宝传、俞惟乐、饶子健、饶正锡、饶钦止、饶辅民、施正信、施复言、施履吉、姜俊平、姜椿芳、洪宝顺、祝希娟、胥治中、姚哲、姚剑英、姚雪软、贺健、贺东生、贺光华、贺庆积、贺俊侦、贺培真、骆时、秦东滨、秦德君、班禅额尔德尼·却吉坚赞、袁文、袁光、袁改、袁瑢、袁克服、袁留忠、都本洁、耿兆麟、聂真、莫馨一、栗又文、贾桂林、夏衍、夏行时、夏尚志、夏培肃、顾又芬、顾小痴、顾伯华、顾家杰、顿星云、晏福生、钱江、钱钧、钱伯煊、钱希钧、钱洪业、钱祖恩、钱福星、倪松茂、倪征𣋉、徐士高、徐广泽、徐长勋、徐仁祥、徐介藩、徐平羽、徐芝纶、徐传俭、徐鸿济、徐深吉、徐博文、徐煜坚、徐肇和、徐鲤庭、殷宏章、殷国洪、高戈、高小霞、高长久、高扬文、高振西、高维荣、高镜莹、郭廷藩、郭汝瑰、郭明秋、郭翼青、唐耀、唐子安、唐子奇、唐振绪、唐棣华、益西赤烈、资华筠、陶钝、陶峙岳、桑弧、黄达、黄杰、黄岩、黄萍、黄维、黄敞、黄翔、黄霖、黄克虎、黄克诚、黄连秋、黄佐临、黄宏伸、黄启汉、黄启章、黄叔培、黄贻钧、黄洛峰、黄祖芬、黄振勋、黄振棠、黄海明、黄铭新、黄晚霞、黄新远、黄新彦、梅益、梅祖懿、梅盛伟、梅藉芳、曹存昌、曹承宗、曹惠文、曹靖华、曹新孙、曹德连、龚苏民、龚逢春、盛彤笙、盛国荣、常黎夫、崔其盛、章岩、章宗义、章荣烈、梁耀、梁一鸣、梁漱溟、梁毅文、屠开元、隋铭珊、博俊德、彭青、彭林、彭儒、彭开熙、彭克明、彭伯周、彭杰如、彭嘉庆、彭镜秋、葛和林、葛敬恩、董竹君、董其武、董建华、董维域、蒋全、蒋丽金、蒋德麒、韩伟、韩云岑、韩东山、韩咏华、韩练成、韩铁声、棍钦扎布、惠世如、惠庆祺、覃异之、覃修典、景云瑞、喻楚杰、喻缦云、程坦、程浩、程容、程一呜、程启光、程学敏、程思远、程瑞琮、程慕灏、傅士英、傅家选、傅家麟、童炎生、童祥苓、尊杰·索朗坚村、曾天节、曾在因、曾兆阁、曾旭清、曾守中、曾克林、曾昌明、曾昭科、曾恕怀、曾雍雅、曾碧漪、游好扬、谢云晖、谢邦选、谢胜坤、强致和、疏松桂、靳子云、楼福卿、裘维蕃、赖毅、雷平、雷震、雷起云、雷惠质、詹化雨、鲍先志、慕纯农、蔡长风、蔡希陶、蔡良承、臧克家、裴志耕、管桦、廖似光、廖容标、廖梦醒、漆远渥、谭开云、谭汤池、谭振雄、谭家述、熊大仕、熊全沫、熊尚元、熊季光、樊哲祥、黎亮、黎化南、黎雄才、颜德明、潘峰、潘孝硕、潘振华、潘振武、潘朔端、潘静安、潘璟琍、额尔根巴图、薛明、薛子正、薛少卿、薛廷耀、薛剑华、冀春光、穆瑞五、戴文彬、戴润生、魏曦、魏士珍、魏天禄、魏今非、魏兆融、魏建章、魏荣爵、蹇先任
（第二次会议增补）
陆定一、刘澜涛、平杰三、张执一、帅孟奇、李楚离、马辉之、郑绍文、杨献珍、赵毅敏、张磐石、李运昌、阳翰笙、张友渔、徐迈进、牛佩琮、李立、杨尚昆、王孝慈、贺敏学、文正一、舒同、章夷白、左叶、刘尊棋、郑伯克、王光美、丁玲、李一夫、于占彪、马载、马佩勋、宋黎、杜瑞兰、蒙定军、李慕愚、吴英恺、唐方雷、张水华、赵沨、艾青、江丰、史永、黄玠然、于刚、张承宗、陈乃昌、叶宝珊、梁翕章、童宪章、卢宗澄、蒋兆和、庆承道、张楚琨、黄育贤、唐生明、桑热嘉措、章名涛、李连捷、吴汉家、李嘉仲、王越、安春山、博彦满都、周颖、胡一声、金宝善、邓昊明、程星龄、何柱国、邓季惺、徐诵明、叶笃义、王光英、程绍迥、武和轩、钟兆琳、徐采栋、罗章龙、俞恩瀛、刘亚哲、张权、刘海粟、廖运周、郑效洵、严镜清、邝明、沈扶、莫雄、陈瑞铭、许乃波、郑正仁、杨高坚、赵复三、徐斌洲、王匡、金少英、贾琏、贺子珍、千家驹、于开泉、徐逸樵、倪海曙、张申府、郭秀珍、汤蒂因、李月华、韩英、胡启立、缪云台、刘宁一
（第三次会议增补）
于秀民、马次青、马松亭、王永濬、巨赞、卢竞如、帅荣、叶培、叶青山、司徒辉、尧西·贡保才旦、朱敏、朱仲止、任质斌、刘鹏、刘文学、刘宗宽、江泽民、汤德全、孙作宾、苏务滋、李毅、李志方、李伯钊、李迎希、李沐英、李苦禅、李振邦、李温平、肖三、肖克、肖乾、吴克坚、吴秀峰、吴祖光、冷寅东、张天翼、张崇文、张素我、陈紘、陈明绍、陈复礼、拉鲁·才旺多吉、林宗彩、罗承勋、罗明燏、周同宇、宗怀德、赵伯平、胡嘉宾、钟月林、侯德原、涂俊明、聂绀弩、夏梦、钱俊瑞、高鹏先、郭翘然、陶大镛、黄苗子、黄现播、黄忠诚、崔义四、崔科·顿珠次仁、粱蔼然、嵇直、程子华、谢雪萍、雷天觉、褚应璜、嘉雅、蔡斯烈、廖沫沙、赛甫拉也夫、黎玉、黎遇航、潘国定、霍英东、戴松恩
（常委会第十一次会议增补）
杨秀峰、杨一波、钱锺书、胡松华、苏延宾、姚峻、马力可、徐崇林、陈文瑛、黄环英、陈其挥、苏新、尤祥斋、康巴尔汗、李新、刘琦、郭维彬、周谷城
（常委会第十六次会议增补）
马璧、王汝琪、王兴纲、王际强、王森然、邓葆光、朱家璧、伍辉文、任应秋、关梦觉、贡唐仓·丹贝旺旭、杜建时、巫宝三、李春昱、杨明、杨向奎、杨放之、杨植霖、肖作霖、吴西、吴京、吴志翔、吴建安、吴晓邦、邱庆铭、启功、汪绍训、汪季琦、沈醉、宋劭文、张英、张平凯、张达志、张如屏、张志公、张蓉芳、张沈川、陆诒、陆璀、陈过、陈康、陈一百、范予遂、林田烈、周文龙、周同善、荣高棠、胡风、胡絜青、恰巴·格桑旺堆、钟伟、热旦加措、耿幼麟、顾执中、徐国懋、徐铸成、黄独峰、笪移今、梁客若、董寿平、董寅初、喻屏、程元、程世抚、舒群、曾美、赖大超、赖祖烈、谭惕吾、贾桂藩
（常委会第二十一次会议增补）
范寿康、黄植诚